# Sécurité climatique
 (décembre 2023).
 (décembre 2023).
La mise en forme du texte ne suit pas les recommandations de Wikipédia : il faut le « wikifier ».
Les points d'amélioration suivants sont les cas les plus fréquents. Le détail des points à revoir est peut-être précisé sur la page de discussion.
- Les titres sont pré-formatés par le logiciel. Ils ne sont ni en capitales, ni en gras.
- Le texte ne doit pas être écrit en capitales (les noms de famille non plus), ni en gras, ni en italique, ni en « petit »…
- Le gras n'est utilisé que pour surligner le titre de l'article dans l'introduction, une seule fois.
- L'italique est rarement utilisé : mots en langue étrangère, titres d'œuvres, noms de bateaux, etc.
- Les citations ne sont pas en italique mais en corps de texte normal. Elles sont entourées par des guillemets français : « et ».
- Les listes à puces sont à éviter, des paragraphes rédigés étant largement préférés. Les tableaux sont à réserver à la présentation de données structurées (résultats, etc.).
- Les appels de note de bas de page (petits chiffres en exposant, introduits par l'outil «  Source ») sont à placer entre la fin de phrase et le point final[comme ça].
- Les liens internes (vers d'autres articles de Wikipédia) sont à choisir avec parcimonie. Créez des liens vers des articles approfondissant le sujet. Les termes génériques sans rapport avec le sujet sont à éviter, ainsi que les répétitions de liens vers un même terme.
- Les liens externes sont à placer uniquement dans une section « Liens externes », à la fin de l'article. Ces liens sont à choisir avec parcimonie suivant les règles définies. Si un lien sert de source à l'article, son insertion dans le texte est à faire par les notes de bas de page.
- La présentation des références doit suivre les conventions bibliographiques. Il est recommandé d'utiliser les modèles {{Ouvrage}}, {{Chapitre}}, {{Article}}, {{Lien web}} et/ou {{Bibliographie}}. Le mode d'édition visuel peut mettre en forme automatiquement les références.
- Insérer une infobox (cadre d'informations à droite) n'est pas obligatoire pour parachever la mise en page.

Pour une aide détaillée, merci de consulter Aide:Wikification.
Si vous pensez que ces points ont été résolus, vous pouvez retirer ce bandeau et améliorer la mise en forme d'un autre article.
La sécurité climatique, de l’anglais « climate security », est un concept faisant référence aux impacts du changement climatique sur la sécurité au sens large (incluant la sécurité nationale, la sécurité humaine, la sécurité alimentaire, etc.). Il n’existe pas de consensus concernant la définition du concept de sécurité climatique. Celui-ci renvoie généralement à la nécessité, pour les armées nationales, d’anticiper les menaces sécuritaires liées au changement climatique, de s’adapter à ces changements et, par extension, de réformer leur fonctionnement pour atténuer leur propre empreinte carbone et environnementale.
Apparu au début des années 2000 dans le prolongement du concept de sécurité environnementale,  le concept de sécurité climatique a donné naissance à un sous-champ académique au sein des études de sécurité, et fait l’objet de critiques diverses. Il a également influencé la pensée militaire et diplomatique, tant sur le plan national qu’international. En particulier, il a intégré la terminologie de l’OTAN et de l’ONU. Ces organisations ont en effet créé des programmes spécifiques visant à prendre en compte les enjeux liés à la sécurité climatique.

## Origine du concept
Le concept de sécurité climatique est né dans le contexte plus large des discours sur la sécurité environnementale datant des années 1970 et 1980, émanant tant de travaux académiques que des cercles de décisionnaires des politiques publiques. A l’époque, ces discours examinaient les interactions entre conflit et environnement, et promouvaient l’intégration des considérations environnementales dans les politiques de sécurité.[1] La sécurité environnementale était alors conçue comme l’interaction entre sécurité et dégradation environnementale. Dans les années 1990, la sécurité environnementale est devenue un sujet central dans les agendas de sécurité nationale. Ce développement faisait notamment suite à la publication du rapport de la Commission Mondiale des Nations unies sur l’Environnement et le Développement, ou Rapport Brundtland, en 1987.[2] Cette émergence était également associée au contexte de fermeture et de nettoyage des complexes d’armes nucléaires de la Guerre Froide par les Etats-Unis.[3]
Dans les années 2000, le concept de sécurité climatique a fait son apparition dans les agendas de sécurité aux Etats-Unis. En 2003, une étude commanditée par le Pentagone[4] avertissait que le changement climatique pourrait mener à de « nouvelles périodes sombres », incluant des déstabilisations et des conflits. En 2006, le Center for Naval Analyses’ (CNA) Military Advisory Board on Climate Change and National Security a été créé aux Etats-Unis. Cette commission rassemblait le premier groupe de haut-responsables militaires à s’intéresser officiellement aux implications du changement climatique sur la sécurité nationale. En avril 2007, le premier rapport du CNA Military Advisory Board indiquait que : « le changement climatique peut agir comme un multiplicateur de menaces et d’instabilité dans certaines des régions les plus volatiles du monde, et présente des enjeux de sécurité nationale significatives pour les Etats-Unis. » [5]
Par la suite, la sécurité climatique a été intégrée de manière croissante dans les planifications de défense de pays tels que les Etats-Unis, le Royaume-Uni, l’Allemagne et la France, et par des entités telles que l’OTAN et l’Union Européenne.[6] Elle a également influencé les activités des Nations Unies.

## Définitions existantes
Malgré sa portée et son influence croissantes, il n’existe pas de consensus sur la définition du concept de sécurité climatique.
Le Center for Climate and Security, think-tank américain fondé en 2010 dans le but d’informer le débat national sur le sujet aux Etats-Unis,[7] conçoit la sécurité climatique comme l’ensemble des risques nationaux et internationaux induits, de manière directe ou indirecte, par le changement climatique. La notion de changement climatique comme « multiplicateur de menaces », qui était mise en avant par le rapport du CNA Military Advisory Board en 2007,[8] est reprise dans cette définition. La notion de « multiplicateur de menaces » met en avant le fait que les risques sécuritaires ne viennent pas du changement climatique en lui-même, mais de la manière dont celui-ci interagit avec les menaces et conditions d’instabilité préexistantes au niveau local (e.g. mauvaise gouvernance, instabilité politique, inégalités économiques et sociales, etc…) et amplifie leurs impacts sur la sécurité humaine, nationale et internationale.[9]
Une définition alternative a également émergé afin de nuancer l’accent mis sur la sécurité nationale dans la définition traditionnelle de la sécurité climatique. Cette définition alternative, davantage centrée sur la sécurité humaine, vise à mettre le bien-être et la sécurité des populations au centre de la réflexion. Ainsi, pour le Programme des Nations Unies pour le Développement, la sécurité climatique « fait référence aux effets de la crise climatique sur la paix et la sécurité, en particulier dans les zones fragiles et touchées par des conflits. » Le PNUD souligne ainsi les impacts du changement climatique sur « l’insécurité alimentaire, hydrique, et les moyens d’existence », et les effets en cascade comme les perturbations sociales et les déplacements de population.[10] Dans son dictionnaire climatique publié en février 2023, le PNUD élargit le concept de sécurité climatique et y inclut également « l’évaluation, la gestion et la réduction des risques à la paix et à la stabilité amenés par la crise climatique ».[11]

## Principales critiques
Le concept de sécurité climatique fait l’objet de critiques diverses. Certains chercheurs, ainsi que des militants environnementaux, affirment que le cadrage du changement climatique comme un problème sécuritaire risque d’inciter les décisionnaires politiques à s’appuyer sur des solutions principalement militaires pour répondre au changement climatique, sans prendre en compte les besoins sociétaux et la nécessité d’agir pour plus de justice climatique. Selon ces critiques, le cadrage actuel, en se concentrant sur les concepts de sécurité traditionnels centrés sur l’Etat,[13] pourrait mener à des mesures inefficaces ne mettant pas assez l’accent sur la réduction des émissions de gaz à effet de serre et sur la résilience des communautés face au changement climatique. La notion de changement climatique comme « multiplicateur de menaces » est également décrite comme limitante. En effet, cette notion est décrite comme se concentrant principalement sur les impacts du changement climatique « à travers le prisme traditionnel de la violence ».[14]
Enfin, la sécurisation du changement climatique a été critiquée car elle serait trop générale et ne mettrait pas assez en avant les contextes locaux spécifiques de vulnérabilité au changement climatique.[15] Certains mouvements militants, tels que la Climate Justice Alliance, appellent à porter une plus grande attention à la justice climatique et environnementale, plutôt qu’à la sécurité climatique, afin de mettre en avant une approche éthique et politique de la question de l’inégalité face aux impacts du changement climatique.

## Prise en compte par les organisations internationales

### OTAN

#### Historique
A la fin de la Guerre Froide, les pays membres de l’OTAN sont devenus plus enclins à prendre en compte les nouveaux enjeux sécuritaires dans leur réflexion. En 1995, le NATO Committee on the Challenges of Modern Society a publié un rapport concluant que la dégradation environnementale présentait un lien indirect avec l’instabilité politique et l’éruption de la violence. Le Concept Stratégique de l’OTAN de 1999[16] reconnaît « l’importance des facteurs politiques, économiques, sociaux et environnementaux » dans la conception de la sécurité. La notion de changement climatique apparaît pour la première fois dans le Concept Stratégique de 2010,[17] sous l’impulsion de l’ancien Secrétaire Général Jaap de Hoop Scheffer.[18]

#### Programmes actuels en matière de sécurité climatique
Depuis 2021, l’OTAN a opéré une accélération dans sa prise en compte des enjeux climatiques, en les hissant comme l’une de ses principales priorités stratégiques.[19] Durant le Sommet de Bruxelles de 2021, l’OTAN s’est fixé l’objectif de devenir « l’organisation internationale leader en termes de compréhension et d’adaptation de l’impact du changement climatique sur la sécurité »[20] et a publié un Plan d’Action sur le Changement Climatique et la Sécurité.[21] Au Sommet de Madrid de 2022, l’OTAN a publié plusieurs documents doctrinaux précisant les ambitions de ses membres en matière de sécurité climatique. En particulier, l’Alliance a publié sa première évaluation des risques climatiques sur sa sécurité : le « Climate Change and Security Impact Assessment ».[22] A cette occasion, la création d’un nouveau Centre d’Excellence de l’OTAN sur le Changement Climatique et la Sécurité, basé à Montréal, a également été annoncée. Enfin, le nouveau Concept Stratégique de 2022[23] de l’OTAN consacre deux paragraphes au changement climatique.

### ONU
Le changement climatique fait partie intégrante des prérogatives et activités de l’ONU depuis les années 1990. Depuis le début des années 2000, la notion d’urgence a été amplifiée dans les discours sur le changement climatique émis au sein de l’ONU. En 2006, la Convention-cadre des Nations Unies sur les Changements Climatiques affirmait que le changement climatique était « une menace pour la paix et la sécurité ».[24]
En avril 2007, le Conseil de Sécurité des Nations Unies a tenu sa première réunion sur les liens entre le changement climatique, la paix et la sécurité,[25] durant laquelle 22 des 55 pays participants se sont positionnés en faveur de la reconnaissance formelle d’un tel lien par l’ONU.[26] La même année, le Secrétaire Général de l’ONU, dans son rapport à l’Assemblée Générale sur le « Changement climatique et ses possibles implications sécuritaires », notait que le changement climatique agissait comme un « facteur multiplicateur de risques » exacerbant les sources de conflit et d’insécurité.[27] En juin 2009, l’Assemblée Générale des Nations Unies a adopté la résolution 63/281 invitant les différents organes de l’ONU, y compris le Conseil de sécurité, à intensifier leurs efforts en matière climatique. En 2015, le Conseil de Sécurité des Nations unies a organisé une réunion sur « le changement climatique comme multiplicateur de menaces ».[28]
En 2018, le PNUD a établi un Mécanisme de Sécurité Climatique réunissant plusieurs entités de l’ONU, dont le Programme des Nations unies pour l’Environnement et le Département des Affaires Politiques et de la Consolidation de la Paix. Ce mécanisme promeut la mise en place d’actions conjointes pour répondre de manière systématique aux risques et aux fragilités liés au changement climatique.[29]